# Georgi Michailowitsch Orlow
Georgi Michailowitsch Orlow (russisch Георгий Михайлович Орлов; * 13. Märzjul. / 26. März 1901greg. in Kursk, Russisches Kaiserreich; † 16. April 1985 in Moskau, Sowjetunion) war ein russisch-sowjetischer Architekt und Hochschullehrer.

## Leben
Orlow studierte von 1921 bis 1926 an der Staatlichen Technischen Universität Moskau. Er war Schüler von Wiktor Wesnin. Ab 1933 lehrte er an der heutigen Moskauer Nationalen Forschungsuniversität für Bauwesen. Orlow war Sekretär der konstruktivistischen Architektenvereinigung OSA und Redaktionsmitglied von deren Zeitung Sowremenaja architektura.
1962 bis 1963 war er Vizepräsident der Russischen Akademie für Architektur und Bauwesen. Von 1963 bis 1981 war er erster Sekretär des Vorstandes der Union der Architekten der UdSSR. 1972 bis 1975 war er Präsident der Union Internationale des Architectes. Ab 1979 war er Vollmitglied der Akademie der Künste der UdSSR.
Orlow war mit der Künstlerin und Designerin Irina Orlowa-Kupezio verheiratet.

## Werke (Auswahl)
- Staatstheater in Samarkand (1927)
- Wasserkraftwerk am Bug (1932)
- Wasserkraftwerk Kachowka (1951–57)
- Wasserkraftwerk Krementschuk (1955)
- Algirdas-Brazauskas-Wasserkraftwerk Kaunas (1960)
- Wasserkraftwerk Bratsk (1960–68)

## Auszeichnungen
- Verdienter Architekt des Volkes der UdSSR (1970)
- Stalinpreis (1951)
- Staatspreis der UdSSR für Architektur
- zweimal Leninorden
- Orden der Oktoberrevolution
- Medaille „Für heldenmütige Arbeit im Großen Vaterländischen Krieg 1941–1945“
- Medaille „In Erinnerung an den 800. Jahrestag von Moskau“
- Jubiläumsmedaille „Zum Gedenken an den 100. Geburtstag von Wladimir Iljitsch Lenin“